# Dziczki (Ukraina)
Dziczki (ukr. Дички) – wieś na Ukrainie, w obwodzie iwanofrankiwskim, w rejonie iwanofrankiwskim, w hromadzie Rohatyn. W 2001 roku liczyła 278 mieszkańców.
W okresie międzywojennym wieś znajdowała się w granicach II RP, wchodząc w skład gminy Podkamień w powiecie rohatyńskim, w województwie stanisławowskim.